# Final da Taça Guanabara de 2011
A final da Taça Guanabara de 2011 definiu o campeão do primeiro turno e o primeiro finalista do Campeonato Carioca de 2011. Foi decidida por Boavista e Flamengo em partida única no Estádio Olímpico João Havelange, mais conhecido como Engenhão. O único gol do jogo foi marcado aos 27 minutos do segundo tempo por Ronaldinho de falta.

## Campanhas
O Flamengo teve a melhor campanha da Taça Guanabara na fase de grupos. O Boavista foi o segundo colocado do grupo A (mesmo grupo do Flamengo). As campanhas na fase de grupos:
| Gr. | Pos | Time        | PG | J | V | E | D | GP | GS | SG  | Penalizado com cartão amarelo | Expulso |
| --- | --- | ----------- | -- | - | - | - | - | -- | -- | --- | ----------------------------- | ------- |
| A   | 1   | Flamengo    | 21 | 7 | 7 | 0 | 0 | 16 | 5  | +10 | 15                            | 0       |
| A   | 2   | Boavista-RJ | 13 | 7 | 4 | 1 | 2 | 15 | 11 | +4  | 23                            | 1       |

Nas semifinal, o Flamengo venceu o Botafogo na disputa por pênaltis por 3 a 1 após empate em 1 a 1 no tempo normal. O Boavista venceu o Fluminense, também na disputa por pênaltis, por 4 a 2 após empate no tempo normal por 2 a 2.

## Histórico de confrontos
As equipe se enfrentam em apenas uma partida antes desta, pela sexta rodada da fase de grupos:
| 6 de fevereiro | Boavista          | 2 – 3  | Flamengo                                  | Estádio Cláudio Moacir, Macaé                          |
| 17:00          | Frontini 51', 78' | Súmula | Ronaldinho 23' · Deivid 49' · Negueba 83' | Público: 10 000 Árbitro: RJ Carlos Eduardo Nunes Braga |

## A partida
| 27 de fevereiro | Boavista-RJ | 0 – 1             | Flamengo       | Estádio Engenhão, Rio de Janeiro                            |
| 16:00           |             | Súmula Reportagem | Ronaldinho 72' | Público: 41 708 Árbitro: RJ Marcelo de Lima Henrique (FIFA) |

| Boavista-RJ | Flamengo |

|                 |    |                   |     |     |
| G               | 1  | Thiago            |     |     |
| LD              | 2  | Bruno Costa       |     | 54' |
| Z               | 3  | Gustavo Geladeira | 74' |     |
| Z               | 4  | Santiago          | 83' |     |
| LE              | 6  | Paulo Rodrigues   |     | 77' |
| V               | 5  | Júlio César       | 46' |     |
| V               | 8  | Edu Pina          | 70' |     |
| M               | 10 | Leandro Chaves    | 7'  |     |
| M               | 7  | Tony              |     |     |
| A               | 11 | André Luís        |     | 82' |
| A               | 9  | Frontini          | 78' |     |
| Substituições:  |    |                   |     |     |
| G               | 12 | Sílvio Luiz       |     |     |
| LD              | 13 | Joílson           |     | 54' |
| Z               | 14 | Fabio Fidelis     |     |     |
| V               | 16 | Thiaguinho        |     |     |
| A               | 15 | Roberto Lopes     |     |     |
| M               | 17 | Raphael Augusto   |     | 82' |
| A               | 32 | Max               |     | 77' |
| Treinador:      |    |                   |     |     |
| Alfredo Sampaio |    |                   |     |     |

|                      |    |                 |                               |     |
| G                    | 1  | Felipe          |                               |     |
| LD                   | 2  | Léo Moura       |                               |     |
| Z                    | 3  | Welinton        |                               |     |
| Z                    | 14 | David Braz      |                               |     |
| LE                   | 6  | Egídio          |                               | 60' |
| V                    | 5  | Maldonado       |                               |     |
| V                    | 8  | Willians        |                               |     |
| M                    | 11 | Renato Abreu    | Penalizado com cartão amarelo |     |
| M                    | 7  | Thiago Neves    |                               | 80' |
| A                    | 18 | Bottinelli      |                               | 46' |
| A                    | 10 | Ronaldinho      | Penalizado com cartão amarelo |     |
| Substituições:       |    |                 |                               |     |
| A                    | 27 | Paulo Victor    |                               |     |
| Z                    | 4  | Ronaldo Angelim |                               | 80' |
| V                    | 17 | Fernando        |                               |     |
| M                    | 16 | Fierro          |                               |     |
| M                    | 19 | Negueba         |                               | 60' |
| A                    | 15 | Diego Maurício  |                               | 46' |
| A                    | 9  | Deivid          |                               |     |
| Treinador:           |    |                 |                               |     |
| Vanderlei Luxemburgo |    |                 |                               |     |